# Platja d'Oza
La platja d'Oza és una platja urbana de la ciutat de la Corunya, a Galícia, situada al barri d'Oza. Està resguardada del vent de l'Atlàntic i de les ones.
Disposa de dutxes, lavabos, aparcament, quiosc de premsa, servei de salvament, primers auxilis i gestió ambiental ISO 14001. A més és accessible per minusvàlids. Està prohibit l'accés amb animals.
Es va construir l'any 1994, a prop de la desapareguda platja de Lazareto, anomenada així per està a prop d'una leproseria. Malgrat l'oposició dels veïns, aquesta platja fou destruïda durant la dictadura franquista per convertir-la en abocador.

## Galeria d'imatges

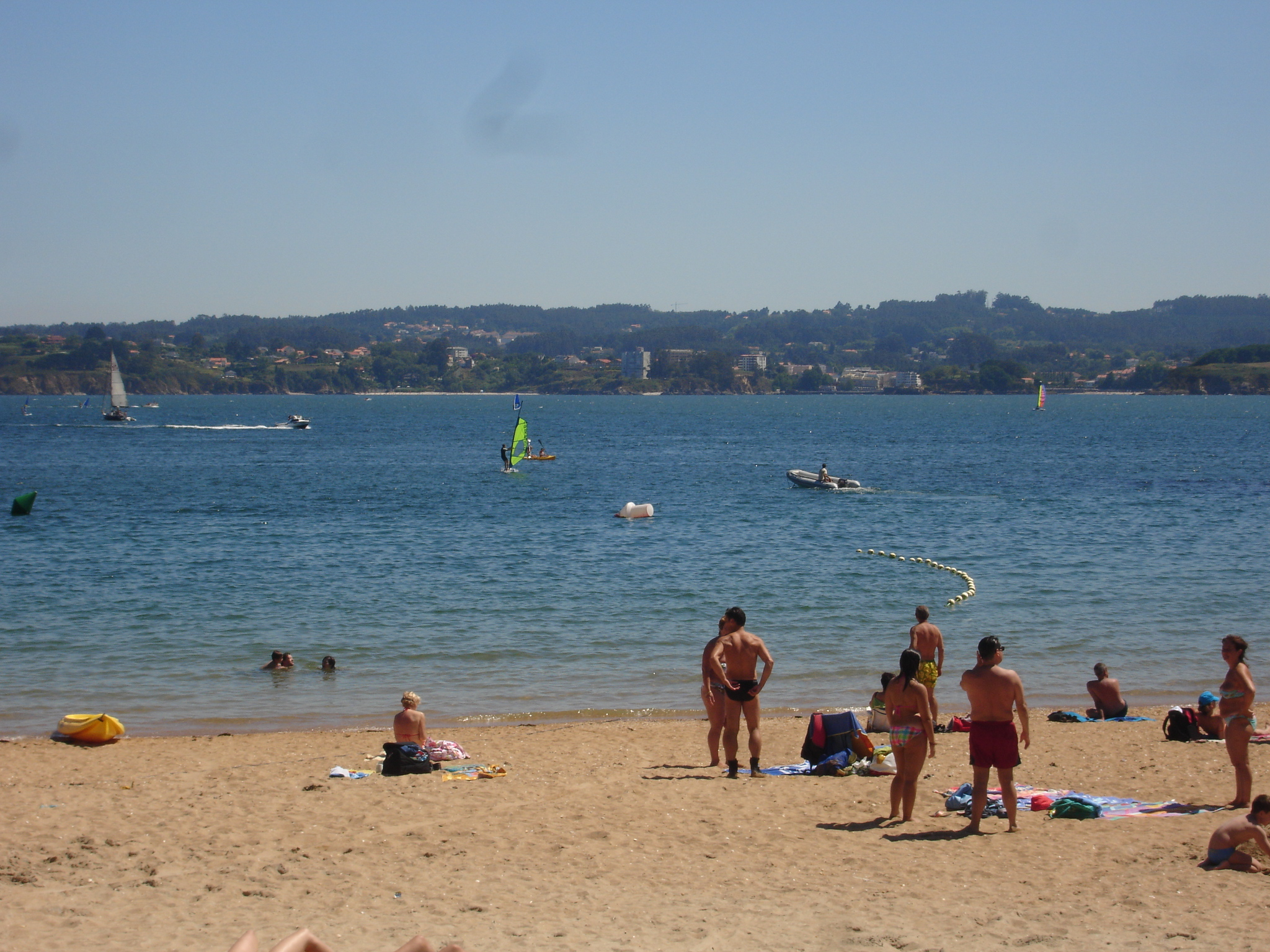